# Gradski stadion (Nikšić)
Il Gradski stadion Nikšić, noto anche come Stadion kraj Bistrice, è uno stadio polivalente di Nikšić, in Montenegro. Attualmente è utilizzato principalmente per le partite di calcio ed ospita le partite casalinghe del Sutjeska e della nazionale di calcio Under 21 del Montenegro. Lo stadio aveva un totale di 5.214 posti a sedere prima dell'aggiunta della nuova tribuna ovest nel 2020. 

## Storia
Alcuni campi di calcio a Nikšić esistevano già prima della Seconda Guerra Mondiale. Tuttavia, il primo stadio di calcio vero e proprio della città fu costruito nel 1945. Nel corso del tempo, lo stadio è stato ristrutturato. Negli anni '60, furono costruite tribune su tutti i lati dello stadio, portando la sua capienza a circa 15.000 spettatori.
Dopo il 2000, lo stadio è stato nuovamente ristrutturato. Nel 2001, le vecchie tribune sud e nord sono state demolite e ne è stata costruita una nuova, riducendo così la capienza a 10.800 posti. Dopo l'indipendenza del Montenegro, in conformità con le norme UEFA, la capienza dello stadio è stata ridotta a 5.214 posti. I riflettori sono stati installati nel 2015, sebbene siano stati utilizzati per la prima volta il 7 agosto 2016, in una partita tra Sutjeska e Lovćen.
Il 29 marzo 2019, i rappresentanti del comune di Nikšić, del Comitato dei lavori pubblici del Montenegro e della federazione calcistica hanno firmato un contratto per la ricostruzione della tribuna ovest dello stadio. Inizialmente, la nuova tribuna avrebbe dovuto essere pronta entro la fine del 2022. Tuttavia, la tribuna è stata aperta al pubblico nell'agosto 2024.

## Campo
Il campo misura 105 x 70 metri. Tra le tribune e il campo c'è una pista di atletica.

## Utilizzo
Nel corso della sua storia, lo stadio è stato utilizzato dal Sutjeska. Inoltre, molti club montenegrini hanno giocato a Nikšić le loro partite nelle competizioni europee. Nelle sue partite più importanti in Prima Divisione, anche l'FK Čelik ha utilizzato lo Stadio di Nikšić.
Ospita abitualmente anche le partite casalinghe della nazionale di calcio Under 21 del Montenegro. Ha anche ospitato alcune partite della nazionale maggiore in Nations League e nelle qualificazioni ai mondiali 2026.